# Majadas (kommunhuvudort)
Majadas är en kommunhuvudort i Spanien.   Den ligger i provinsen Provincia de Cáceres och regionen Extremadura, i den centrala delen av landet, 180 km väster om huvudstaden Madrid. Majadas ligger 266 meter över havet och antalet invånare är 1 428.
Terrängen runt Majadas är platt åt sydost, men åt nordväst är den kuperad. Runt Majadas är det glesbefolkat, med 11 invånare per kvadratkilometer. Närmaste större samhälle är Talayuela, 12,6 km öster om Majadas. Trakten runt Majadas består till största delen av jordbruksmark.